# Зариньш, Карлис (дипломат)
Карлис Зариньш (латыш. Kārlis Zariņš) (4 декабря 1879 года, Вольмарский уезд Лифляндской губернии — 29 апреля 1963 года, Лондон) — российский юрист, латвийский дипломат. Награждён орденом Трёх звёзд второй степени

## Биография
Посол Латвии в Финляндии (февраль 1921), Швеции (1925—1930), Эстонии (1930—1933) Норвегии (1925—1930), Великобритании (1933) и Дании (1925—1930).
Министр иностранных дел Латвии (с декабря 1931 года по март 1933).
Незадолго до установления в Латвии просоветского режима, Кабинет министров Латвии 17 мая 1940 г. предоставил Зариньшу чрезвычайные полномочия по руководству зарубежными представительствами Латвии в военное время или при прочих чрезвычайных обстоятельствах.
Принятым правительственным документом посол Зариньш уполномачивался:
- отстаивать интересы Латвии во всех государствах (кроме Эстонии, Литвы, Финляндии, Швеции, Германии и СССР);
- издавать приказы, обязательные для исполнения заграничными представительствами Латвии (кроме указанных государств);
- осуществлять надзор за всем имуществом и распоряжаться финансовыми ресурсами этих представительств;
- осуществлять кадровые изменения в этих представительствах;
- ликвидировать представительства (за исключением представительства Латвии в США)[3].

Предусматривалось, что чрезвычайные полномочия должны были вступить в силу на основании официального распоряжения министра иностранных дел Латвии. Если по техническим причинам министр иностранных дел не был в состоянии передать такое распоряжение, полномочия вступали в силу автоматически после того, как в течение 24 часов МИД не ответил бы на соответствующий запрос из Лондона.
Официальное распоряжение на осуществление этих полномочий Зариньшу так и не пришло. В Лондоне получили лишь телеграмму министра иностранных дел Вильгельма Мунтерса от 17 июня 1940 года, в которой говорилось: «Советские войска входят в страну и берут под свой контроль основные учреждения».
На основании официального обращения Зариньша в Министерство иностранных дел Великобритании британские власти отказались удовлетворить требование правительства СССР о закрытии в Лондоне дипломатического представительства Латвии. Зариньш продолжал осуществлять предоставленные ему полномочия до своей смерти в 1963 г.

## Награды
- Ордена трёх звёзд II и III степени
- Крест Признания I степени № 16 (16 ноября 1938)[4]